# 相亮太
相 亮太（あい りょうた、1981年9月18日 - ）は、日本のラグビーユニオン指導者。元ラグビーユニオン選手。流経大柏高校ラグビー部の監督を務めている。

## プロフィール
- 埼玉県出身。
- ポジションはロック(LO)、ナンバーエイト(No8)、フランカー(FL)。
- 身長 186cm、体重 96kg
- 関東代表に選ばれたことがある[2]。
- 日本代表スコッドに選ばれたことがある[3]。
- 弟の紘二もラグビー選手[4]（元リコー）。

## 略歴
小学1年生からラグビーを始めた。
2000年、大東大一高校卒業後、大東文化大学に入学する。
2003年、大東文化大学ラグビー部の主将に就任した。
2004年、大東文化大学卒業後、リコーブラックラムズに加入。同年10月31日に行われたジャパンラグビートップリーグ第7節のトヨタ自動車ヴェルブリッツ戦に途中出場で公式戦初出場を果たす。
2013年、現役を引退した。